# Столипінська реформа

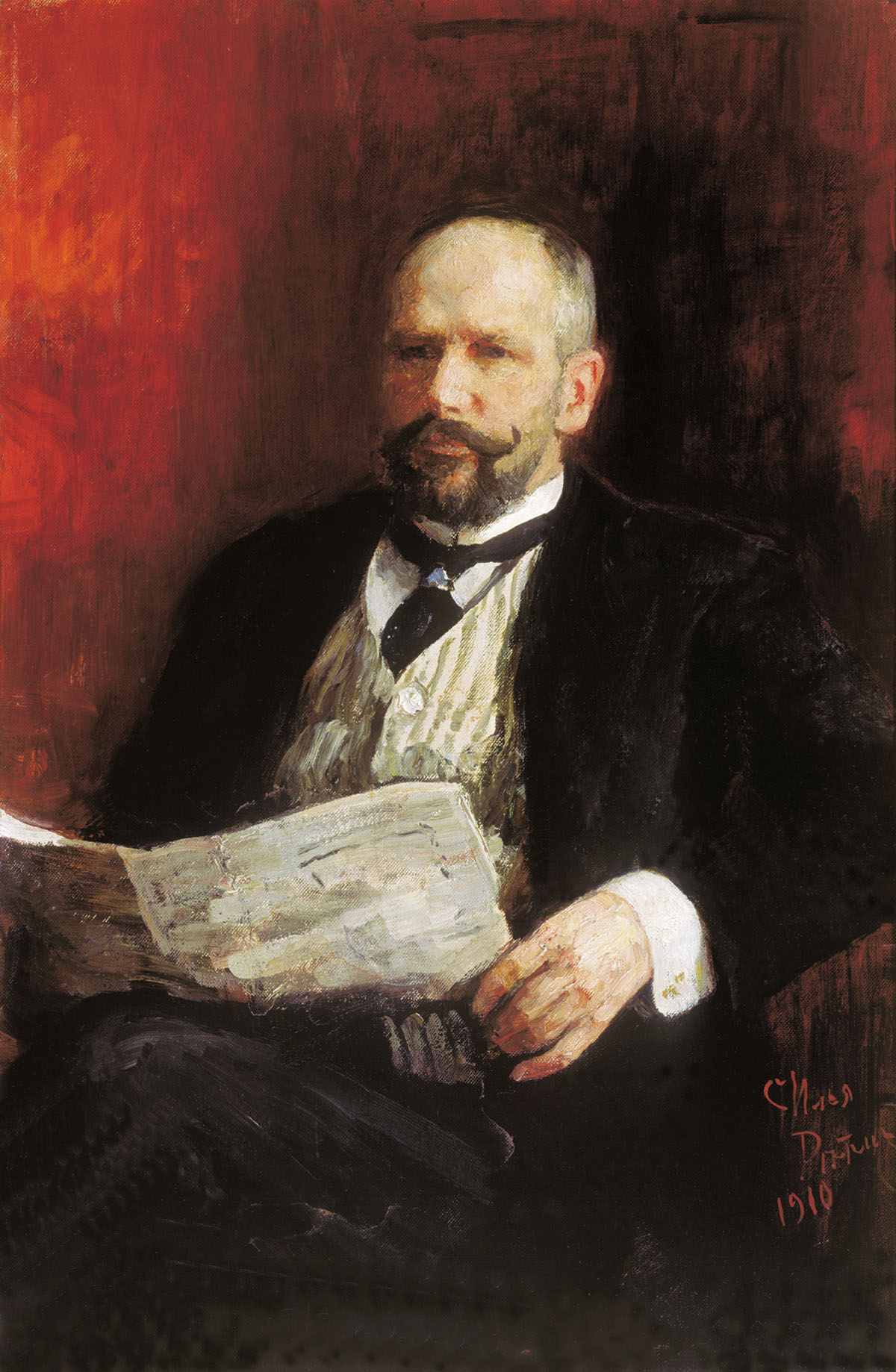
П. А. Столипін. Портрет роботи І. Рєпіна (1910)

Столипінська реформа (Столипінська аграрна реформа) — низка законодавчих актів, написаних задля перерозподілу селянської земельної площі в Російській імперії та задля підвищення продуктивності сільського господарства.
Назва походить від одного з її ініціаторів і головного реалізатора — голови Ради Міністрів Петра Столипіна. Столипінська реформа безпосередньо пов'язана з революційними подіями 1905 року та невдачами імперського уряду задовільно розв'язати аграрне питання. Основними законодавчими актами реформи були: указ від 9 (22) листопада 1906 року «Про доповнення деяких постанов діючих законів, які стосуються селянського землеволодіння і землекористування» і ухвалений на його підставі Державною Думою закон від 14 (27) червня 1910 року.
За цими законами скасувалися обов'язкові форми земельної общини і кожному селянинові надавалося право вийти з неї й виділити свою землю у повну власність. Він мав також право вимагати виділення землі в одному масиві — «відрубі», до якого міг приєднати свою садибну землю і перенести сюди будівлі, утворюючи т. ч. «хутір». Селяни користувалися допомогою Селянського поземельного банку, який кредитував купівлю землі і допомагав створити хутірні і відрубні (польовий наділ без садиби) господарства.
Останнім актом Столипінської реформи був закон 29. 5. (11. 6.) 1911 про землеустрій, який встановлював порядок праці землевпорядних комісій (губернських, повітових і волосних, створених ще указом від 4(17) березня 1906. Протягом 1920—1921 в Казахстані (26 % всіх общинників) з 16,9 млн десятин землі (15 % всього общинного землеволодіння).
В Україні процес виходу з громад пішов ще далі, при чому він був нерівномірний, бо общини майже не було на Правобережжі й Полтавщині, натомість вона переважала у степу й на Харківщині. Але й тут общинне землекористування було переважно лише формальним, бо поодинокі господарства користувалися землею на правах подвірного землеволодіння, тобто власником землі вважався весь двір; її, права, не можна було продати, але можна було ділити між спадкоємцями двору.
Внаслідок Столипінської реформи близько 1/4 дворів в Україні, що входили до земельних громад, вийшли з них: у Степу 42 %, на Лівобережжі 16,5 %, на Правобережжі 48 %. Разом з тим на Правобережній Україні і на Полтавщині майже вся земля, якою користувалось селянство, перейшла у приватну власність, особисте приватне землеволодіння почало переважати у Чернігівській губернії, а у Таврійській, Херсонській, Катеринославській і Харківській воно охоплювало близько половини всіх дворів.

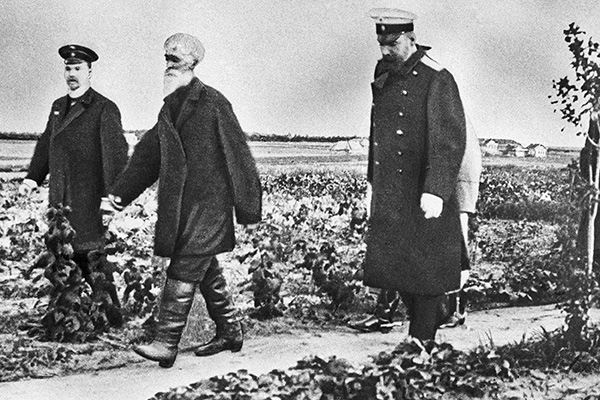
Столипін (праворуч) під час знайомства з хутірським господарством недалеко від Москви

З 1907 по 1911 роки в Україні вийшли на відруби і хутори 225 500 господарів, які володіли 1,8 млн десятин землі. Найінтенсивніше зростали хутірські і відрубні господарства у степових губерніях і на Волині. Значною мірою завдяки кредитній допомозі поземельного банку селяни купили лише у 1906—1909 роках 385 000 десятин поміщицької землі. Провадилося землевпорядкування до 1917 року. Землевпорядні комісії припинили свою діяльність відповідно до постанови Тимчасового уряду у червні 1917 року. За період своєї діяльності впорядкували у 9 українських губерніях близько 0,5 млн господарств з 3,7 млн десятин.
За нового аграрного устрою селянин міг бодай частково виявити ініціативу і поліпшити своє господарство, у чому допомагала йому акція Селянського поземельного Банку, сільгоспспілки, кооперація і земська агрономія. Завдяки прогресові агротехніки (перехід до плодозмін тощо) зросла врожайність (за 1904 — 12 на 20 %) і вартість селянських господарств.
Поліпшення, що почалося зі Столипінською реформою, стосувалося лише близько ¼ господарств, насамперед хутірських і відрубних. Хоч у руках селянства опинилося 65 % всієї землі, проте в Україні далі панувало аграрне перенаселення. 32 % селян не мали землі або мали до 1 десятини, 38 % господарств мали 1 — 4 десятини, 19 % — 4 — 9, ледве 11 % — більше (станом на 1917 рік). Бідняки (частково і середняки) не мали змоги купувати поміщицьку землю через високу ціну (наприклад, 400—700 карб. за десятину на Правобережжі) і не могли одержати кредиту за посередництвом Селянського банку. Частина їх продавала землю багатим селянам, а самі еміґрували до Азійської Росії (рідше до міст).
Т. ч. Столипінська реформа, допомагаючи заможному селянству, мала на меті — створити з нього, поряд з занепалим дворянством, нову соціальну підпору для режиму. Щоб зменшити аграрне перенаселення, Столипін підтримував еміграцію селян за Урал. З 1906 по 1913 рік з 9 українських губерній виїхало до Азії 1,2 млн селян (найбільше 1909 року — 290 000), звідки, однак, одна чверть згодом повернулася.
Реформа спричинила ще більшу соціальну диференціацію селянства: збільшення найдрібніших і великих селянських господарств і зменшення середніх, власники яких продавали землю заможнішим і самі виїздили за Урал або до міст. Невирішена аграрна проблема була однією з причин революції 1917 року.
Столипінську реформу гостро критикував Володимир Ленін, а також російські й українські соціалістичні партії, обороняючи сільський пролетаріат, фактично побоюючись впливів заможнішого прошарку селянства.

### Аграрні заворушення у 1907—1914 роках
На початку аграрної реформи аграрні заворушення, що досягли піку в 1905—1906 роках, пішли на спад. Влітку 1907 року заворушення все ще були дуже значними (хоча й меншими, ніж у 1906 році), але з осені 1907 року безлади пішли на спад, і далі їхня інтенсивність зменшувалася рік за роком, до повного зникнення до 1913 року.
Причинами припинення аграрних заворушень можна вважати: 
— інтенсивні каральні заходи; 
— загальне припинення революційних заворушень і стабілізацію обстановки по всій країні;
— початок реальних заходів щодо закріплення землі у власність та розверстання земель (землевпорядні роботи на місцевості проводяться між збором осіннього врожаю та підготовкою під посадку озимих, тобто в середині осені; перші землевпорядкування за указами 1906 року були проведені восени 1907 року). 
Ознакою поступового заспокоєння ситуації є кількість землі, запропонованої приватними власниками Селянському банку. У 1907 році пропозиція мала ажіотажний характер, до продажу пропонувалося 7.665 тис. десятин землі, з яких банк купив лише 1.519 тис. десятин. Ще 1.8 млн десятин було куплено селянами у дворян напряму за сприяння банку. Але в наступному 1908 році з некуплених 4.3 млн десятин до продажу було запропоновано лише 2.9 млн. Таким чином, поміщики повірили в те, що аграрні заворушення в повному обсязі більше не відновляться, і припинили панічні спроби продати землю. Далі, обсяг поміщицьких земель, що продавалися, скорочувався рік за роком. 
Другим доказом є збереження відносно стабільних цін на землю навіть у момент її найбільш широкої пропозиції до продажу в 1907 році. Хоча поміщики й пропонували землю до продажу, наявні маєтки продовжували приносити їм дохід, у зв'язку з чим ціна на землю не могла впасти нижче граничної ціни, відповідної поточній рентабельності поміщицького господарства (за діловими звичаями того часу, вартість маєтків обчислювалась виходячи з 6 % прибутковості). Ціни на землю розділилися на два періоди — до заворушень і після (до середини 1906 року угоди практично не укладалися, оскільки покупці вважали майбутню націоналізацію землі вирішеною справою). Однак, з відкриттям III Думи стало зрозуміло, що націоналізації не буде, і угоди відновилися за колишніми цінами (хоча в деяких місцевостях ціна землі впала на 10-20 %, середня ціна не змінилася). 
Змінився й характер аграрних безладів — якщо раніше вони являли собою порушення прав власності поміщиків, то тепер вони перетворилися на протести проти землевпорядкування на таких умовах, які здавалися селянам несправедливими (закон вимагав закріплення земель за кожним бажаючим селянином навіть у разі відмови сільського товариства винести необхідний вирок). Іншою точкою зосередження протесту було так зване «відмежування» общинних і поміщицьких земель у ході землевпорядних робіт (поміщицькі та общинні землі часто мали складний кордон, аж до черезсмужжя, яку при розверстанні общинної землі землевпорядники намагалися спростити), що будоражило старі претензії до поміщиків. Надання селянам реальної свободи господарської діяльності, раптовий перехід від традиційної моделі існування до способу життя з безліччю можливих варіантів поведінки — залишитися в общині, вийти на хутір, взяти кредит і купити землю, продати наявний наділ — призвело до створення конфліктної обстановки в селі та безлічі особистих трагедій.

### Доля реформ Столипіна після 1911 року
Реформи Столипіна, всупереч поширеній думці, почали приносити свої головні плоди якраз після 1911 року — завдяки законодавчим актам 1911 р.реформа набуває друге дихання. Коротко підсумуємо тут дані офіційної статистики землеустрою, що видавалися ГУЗіЗ (Головним управлінням землеробства і землеустрою РІ), проаналізовані в доповіді «Динаміка землеустрою в ході Столипінської аграрної реформи. Статистичний аналіз».
Обсяг землевпорядних робіт з розверстування земель, кількість землі, що закріплюється у власність селян, кількість землі, що продається селянам через Селянський банк, обсяг кредитів селянам стабільно зростали аж до початку Першої світової війни (і не припинилися навіть під час ПСВ):
Буквально за всіма стадіями землеустрою середні показники 1912—1913 рр. перевершують — і вельми значно — аналогічні показники 1907—1911 рр. Так, у 1907—1911 рр. в середньому щорічно подавалося 658 тисяч клопотань про зміну умов землекористування, а в 1912—1913 рр. — 1166 тис., закінчено підготовкою в 1907—1911 рр. справи 328 тис. домогосподарів на площі 3061 млн десятин, в 1912—1913 рр. — 774 тис. домогосподарів на площі 6740 млн десятин, затверджено землевпорядних проектів в 1907—1911 рр. для 214 тис. домогосподарів на площі 1953 млн десятин, в 1912—1913 рр. — 317 тис. домогосподарів на площі 2554 млн десятин. Це стосується як групового, так і індивідуального землеустрою, в тому числі й одноосібних виділів з громади. За 1907—1911 рр. в середньому за рік по Росії хотіли виділитися 76 798 домогосподарів на рік, а в 1912—1913 — 160 952, тобто в 2,9 рази більше. Ще вище зростання числа остаточно затверджених і прийнятих населенням землевпорядних проектів одноосібних виділів — їх число збільшилося з 55 933 до 111 865 відповідно, тобто в 1912-13 рр. в 2,4 рази більше, ніж в 1907—1911 рр.
Прийняті в 1907—1912 рр закони забезпечили швидке зростання, наприклад, кооперативного руху навіть під час ПСВ: з 1914 р. по 1 січня 1917 р. загальне число кооперативів зросло з 32975 до майже 50 000 до 1917 року, тобто більш ніж в 1.5 рази. До 1917 р. в них перебувало 13.5-14 мільйонів осіб. Разом з членами сімей виходить, що до 70-75 млн громадян Росії (близько 40 % населення) мали відношення до кооперації.
Восени 1913 р. в Києві відбувся Перший сільськогосподарський з'їзд, на який зібралися місцеві агрономи та землевпорядники, ті, хто брав найбезпосереднішу участь у здійсненні столипінської реформи, і зроблено спробу не тільки підбити підсумки реформи, а й намітити подальші шляхи реформування села. На цьому з'їзді було зроблено висновок про те, що аграрна реформа буксує, що більшості селян вона нічого не дає, тому потрібно шукати паралельні або альтернативні варіанти вирішення аграрного питання. Найважливішим з них було названо створення сільськогосподарських артілей, поставлено питання про необхідність колективізації сільського господарства. Схожі висновки, доповнені пропозицією націоналізації землі, були озвучені напередодні лютневих подій 1917 р. і оприлюднені майже одночасно з падінням монархії представниками Московського товариства сільського господарства, Союзу кооператорів та Земського союзу.